# Ixora roemeri
Ixora roemeri är en måreväxtart som beskrevs av Cornelis Eliza Bertus Bremekamp. Ixora roemeri ingår i släktet Ixora och familjen måreväxter. Inga underarter finns listade i Catalogue of Life.